# Troy (New York)
Troy ist eine Stadt im US-Bundesstaat New York in den Vereinigten Staaten. Das U.S. Census Bureau hat bei der Volkszählung 2020 eine Einwohnerzahl von 51.401 ermittelt.
In Troy befindet sich der Sitz der Countyverwaltung (County Seat) des Rensselaer Countys. Das Motto der Stadt ist Ilium fuit, Troja est, was bedeutet Troja war, Troy ist.
Troy liegt am Ostufer des Hudson River. Die nahegelegenen Städte Schenectady und Albany bilden mit Troy zusammen das sogenannte Capital District.
Die Bezeichnung „Collar City“ erhielt die Stadt wegen der Textilproduktion – unter anderem Hemden, Kragen und Bänder (engl. collars). Auch die Stahlindustrie spielte eine bedeutende Rolle in der Stadt – zeitweise war die Stadt nach Pittsburgh der zweitgrößte Produktionsstandort in den USA.

## Geschichte
Vor dem Eintreffen der Europäer war das Gebiet der heutigen Stadt von den Mahican-Indianern besiedelt. Ab dem 17. Jahrhundert siedelten hier Holländer. 1789 erhielt Troy seinen heutigen Namen. 1816 wurde die Ansiedlung zur Stadt erklärt.
1823 wurde in Troy das weltbekannte Gedicht The Night Before Christmas das erste Mal publiziert. 1824 wurde durch Stephen Van Rensselaer die Rensselaer School, das heutige Rensselaer Polytechnic Institute (RPI), gegründet, die als älteste Technische Universität im englischsprachigen Raum gilt. Im Jahr 1862 wütete der schlimmste Stadtbrand in der Geschichte der Stadt, ausgelöst durch den Funkenflug einer Lokomotive.
Während des 19. und Anfang des 20. Jahrhunderts war Troy eine der wohlhabendsten Städte des Bundesstaates New Yorks, wenn nicht der ganzen USA. Ursprünglich war die Stadt vor allem Umschlagplatz für Fleisch und Gemüse aus Vermont, das auf dem Hudson River nach New York City gelangte. Die Schifffahrt spielte eine noch wichtigere Rolle als 1825 der Erie-Kanal eröffnet wurde.
Troys großer Reichtum entstand durch die Stahlindustrie, denn in Wynantskill südöstlich der Stadt stand die erste Bessemerbirne der USA. Zuerst stammte sowohl das Eisenerz wie auch die Holzkohle zu dessen Verhüttung aus den Adirondacks, später wurde Erz und Kohle aus dem Mittleren Westen auf dem Erie-Kanal nach Troy gebracht. Der produzierte Stahl wurde auf dem Hudson River nach New York City transportiert, ein Teil wurde auch von der staatlichen Waffenfabrik am gegenüberliegenden Ufer in Watervliet, damals West Troy genannt, verarbeitet. Der ausreichend vorhandene Stahl führte auch zu ersten Verwendungen als Baumaterial, sowohl für Ladenfassaden wie auch als strukturelles Element im Häuserbau. Zahlreiche Beispiele aus dieser Zeit sind heute vorhanden.
Nach dem Sezessionskrieg zog die Stahlindustrie weiter westwärts, wo sie näher an den Rohstoffen produzieren konnte und machte Platz für ein breites Spektrum an mechanischer Industrie und wissenschaftlichem Instrumentenbau, deren Gedeihen durch das anwesende Rensselaer Polytechnic Institute unterstützt wurde. Troy war der Sitz von Gurley Precision Instruments (GPI), Hersteller von Messinstrumenten für die Papierindustrie, Theodoliten und Drehgebern, und der Glockenfabrik Meneely Bell Foundry.

## Geographie

Stadtviertel Troys

Nach den Angaben des United States Census Bureaus hat die City eine Gesamtfläche von 28,6 km², wovon 26,8 km² auf Land und 1,8 km² (= 6,72 %) auf Gewässer entfallen.
Troy liegt einige Kilometer nördlich von Albany auf der anderen Seite des Hudson River, unweit der Stelle, wo Erie Canal und Champlain Canals sich trennen, am Endpunkt des New York Barge Canal.
Die Stadt bildet den zentralen Abschnitt der westlichen Grenze des Rensselaer Countys. Der Hudson River bildet die westliche Grenze des Stadtgebietes und ist gleichzeitig die Grenze zwischen Rensselaer County und Albany County. Im Norden benachbart liegt die Town of Schaghticoke, Brunswick grenzt östlich an und North Greenbush liegt südlich; im Westen befindet sich auf der anderen Flussseite im Albany County die Colonie mit den dort liegenden Villages of Menands und Green Island sowie die Citys of Watervliet und Cohoes. Im Nordwesten grenzt Troy auch an das innerhalb der Town of Waterford im Saratoga County gelegene Village of Waterford.
Der westliche Rand der Stadt ist der flache Uferbereich am Hudson River. Das Profil steigt dann steil an zu den östlichen Teilen Troys. Durchschnittlich liegt Troy etwa 15 m hoch, doch liegt das Terrain im Osten etwa 150 m hoch. Das Stadtgebiet ist eine längliche Fläche, die im Süden breiter ist, als im Norden, der durch das bis 1900 eigenständige Lansingburgh gebildet wird. Mehrere Kills durchfließen Troy und entleeren sich in den Hudson River, Poesten Kill und Wynants Kill sind die beiden größten davon, in deren Verlauf zahlreiche kleine Seen und Wasserfälle liegen. Zu weiteren Seen und Wasserspeichern im Stadtgebiet gehören Ida Lake, Burden Pond, Lansingburgh Reservoir, Bradley Lake, Smarts Pond und Wright Lake.

## Demographie
Zum Zeitpunkt des United States Census 2000 bewohnten Troy 49.170 Personen. Die Bevölkerungsdichte betrug 1823,7 Personen pro km². Es gab 23.093 Wohneinheiten, durchschnittlich 856,5 pro km². Die Bevölkerung Troys bestand zu 80,22 % aus Weißen, 11,41 % Schwarzen oder African American, 0,28 % Native American, 3,49 % Asian, 0,04 % Pacific Islander, 2,20 % gaben an, anderen Rassen anzugehören und 2,35 % nannten zwei oder mehr Rassen. 4,33 % der Bevölkerung erklärten, Hispanos oder Latinos jeglicher Rasse zu sein.
Die Bewohner Troys verteilten sich auf 19.996 Haushalte, von denen in 27,0 % Kinder unter 18 Jahren lebten. 32,6 % der Haushalte stellten Verheiratete, 16,3 % hatten einen weiblichen Haushaltsvorstand ohne Ehemann und 46,3 % bildeten keine Familien. 36,6 % der Haushalte bestanden aus Einzelpersonen und in 12,6 % aller Haushalte lebte jemand im Alter von 65 Jahren oder mehr alleine. Die durchschnittliche Haushaltsgröße betrug 2,26 und die durchschnittliche Familiengröße 2,97 Personen.
Die Bevölkerung verteilte sich auf 22,1 % Minderjährige, 17,6 % 18- bis 24-Jährige, 28,5 % 25- bis 44-Jährige, 18,1 % 45- bis 64-Jährige und 13,7 % im Alter von 65 Jahren oder mehr. Der Median des Alters betrug 32 Jahre. Auf jeweils 100 Frauen entfielen 98,0 Männer. Bei den über 18-Jährigen entfielen auf 100 Frauen 96,0 Männer.
Das mittlere Haushaltseinkommen in Troy betrug 29.844 US-Dollar und das mittlere Familieneinkommen erreichte die Höhe von 38.631 US-Dollar. Das Durchschnittseinkommen der Männer betrug 30.495 US-Dollar, gegenüber 25.724 US-Dollar bei den Frauen. Das Pro-Kopf-Einkommen belief sich auf 16.796 US-Dollar. 19,1 % der Bevölkerung und 14,3 % der Familien hatten ein Einkommen unterhalb der Armutsgrenze, davon waren 25,0 % der Minderjährigen und 9,5 % der Altersgruppe 65 Jahre und mehr betroffen.
Nach den eigenen Angaben der Befragten stammen 23 % von irischen Vorfahren, 13 % von Italienern und 11 % von deutschen Auswandern ab, 8 % gaben an, französische Vorfahren und 7 % hatten englische Vorfahren. 5 % erklärten, Nachkömmlinge polnischer Einwanderer zu sein.

## Sehenswürdigkeiten
Zu den Sehenswürdigkeiten der Stadt gehören der Central Troy Historic District.

## Persönlichkeiten

### Söhne und Töchter der Stadt
- Jacob Collamer (1792–1865), Jurist und Politiker
- David Hunter (1802–1886), General der Nordstaaten während des Amerikanischen Bürgerkrieges
- Freeman Clarke (1809–1887), Politiker, Vertreter von New York im US-Repräsentantenhaus
- Joseph M. Warren (1813–1896), Politiker, Vertreter von New York im US-Repräsentantenhaus
- Charles Crocker (1822–1888), Eisenbahn-Tycoone
- William Petit Trowbridge (1828–1892), Ingenieur und Geophysiker
- John R. Fellows (1832–1896), Offizier, Jurist und Politiker, Vertreter von New York im US-Repräsentantenhaus
- John C. Heenan (1835–1873), Boxer
- Lucius Frederick Hubbard (1836–1913), Politiker, Gouverneur von Minnesota
- Edward Murphy junior (1836–1911), Politiker, Vertreter von New York im US-Senat
- William van Schaick (1837–1927), Kapitän
- Griffith Pritchard Griffith (1840–1933), Bankier
- Edward Asahel Birge (1851–1950), Zoologe, einer der Gründerväter der Limnologie
- Charles Calvin Bowman (1852–1941), Politiker, Vertreter von Pennsylvania im US-Repräsentantenhaus
- Annie Cornelia Shaw (1852–1887), Landschafts- und Tiermalerin
- Charles S. Francis (1853–1911), Journalist und Diplomat
- Edward Delavan Perry (1854–1938), Altphilologe
- Walter I. McCoy (1859–1933), Jurist und Politiker, Vertreter von New Jersey im US-Repräsentantenhaus
- James W. Fleming (1867–1928), Geschäftsmann, Bankier und Politiker
- Alfred H. Thiessen (1872–1956), Meteorologe
- John A. Sampson (1873–1946), Gynäkologe
- E. Harold Cluett (1874–1954), Politiker, Vertreter von New York im US-Repräsentantenhaus
- Anson Gardner Betts (1876–1976), Chemiker
- Edward Murphy Markham (1877–1950), Generalmajor der United States Army
- Sadie Koninsky (1879–1952), Komponistin, Musikverlegerin
- Albert T. Olmstead (1880–1945), Assyriologe und Orientalist
- Johnny Evers (1881–1947), Baseballspieler und -manager
- Edna F. Huestis (1882–1964), Malerin
- Ed Wachter (1883–1966), Basketballspieler
- Mary Nash (1884–1976), Schauspielerin
- Florence Nash (1888–1950), Schauspielerin
- Solita Solano (1888–1975), Redakteurin, Romanautorin und Journalistin
- Carl Christian Rasmussen (1890–1992), lutherischer Geistlicher und Theologe
- William Birrell Franke (1894–1979), Politiker, Marinestaatssekretär der Vereinigten Staaten
- Dean P. Taylor (1902–1977), Politiker, Vertreter von New York im US-Repräsentantenhaus
- P. Schuyler Miller (1912–1974), Science-Fiction-Autor und -Kritiker
- Morris Silverman (1912–2006), Unternehmer und Philanthrop
- Malcolm Toon (1916–2009), Diplomat
- Jay Hammond (1922–2005), Politiker, Gouverneur von Alaska
- Maureen Stapleton (1925–2006), Schauspielerin
- Jack Maheu (1930–2013), Jazzmusiker
- Edward W. Pattison (1932–1990), Politiker, Vertreter von New York im US-Repräsentantenhaus
- Edward Tashji (1932–2005), Schriftsteller und Lobbyist
- Robert Fuller (* 1933), Schauspieler
- Nick Brignola (1936–2002), Jazzmusiker
- Robert Lory (* 1936), Autor
- Howard James Hubbard (1938–2023), katholischer Bischof von Albany
- Elias James Manning (1938–2019), katholischer Ordensgeistlicher, Bischof von Valença in Brasilien
- Tim Hauser (1941–2014), Sänger
- Yvar Mikhashoff (1941–1993), Pianist
- Melvin Fitting (* 1942), Mathematiker
- Dick Halligan (1943–2022), Musiker
- Philip Kocienski (* 1946), Chemiker
- Mary Donohue (* 1947), Juristin und Politikerin, Vizegouverneurin von New York
- Michael R. McNulty (* 1947), Politiker, Vertreter von New York im US-Repräsentantenhaus
- Christine Kehoe (* 1950), Politikerin
- Joe Alaskey (1952–2016), Schauspieler
- Amy Wax (* 1953), Juristin und Neurologin
- Michael Bisio (* 1955), Bassist und Komponist des Free Jazz und der neuen Improvisationsmusik
- John E. Sweeney (* 1955), Politiker, Vertreter von New York im US-Repräsentantenhaus
- Cathy Connolly (* 1956), Politikerin
- Russell Wong (* 1963), Schauspieler und Fotograf
- Guy Hebert (* 1967), Eishockeytorwart
- Thomas Curley (* 1976), Tontechniker und Oscargewinner
- Matt Murley (* 1979), Eishockeyspieler
- Shaun Deeb (* 1986), Pokerspieler
- Jacqueline Hernandez (* 1992), Snowboarderin

### Persönlichkeiten mit Verbindung zu Troy
- Samuel Wilson
- William L. Marcy (1786–1857), Politiker
- John Morrissey (1831–1878), Politiker und Boxweltmeister